# Морская полиция: Спецотдел (сезон 7)
Список эпизодов седьмого сезона телевизионной драмы «Морская полиция: Спецотдел» (NCIS), который выходил в эфир в период с 22 сентября 2009 по 25 мая 2010 года.

## В ролях
| Имя                    | Исполнитель     | В ролях    | Периодический персонаж |
| ---------------------- | --------------- | ---------- | ---------------------- |
| Лерой Джетро Гиббс     | Марк Хэрмон     | весь сезон | н/д                    |
| Энтони ДиНоззо         | Майкл Уэзерли   | весь сезон | н/д                    |
| Зива Давид             | Коте де Пабло   | весь сезон | н/д                    |
| Эбби Шуто              | Поли Перретт    | весь сезон | н/д                    |
| Тимоти МакГи           | Шон Мюррей      | весь сезон | н/д                    |
| Лион Вэнс              | Роки Кэрролл    | весь сезон | н/д                    |
| Дональд «Даки» Маллард | Дэвид Маккаллум | весь сезон | н/д                    |
| Джимми Палмер          | Брайан Дитцен   | весь сезон | н/д                    |

## Эпизоды
| № | #  | Название                                                      | Режиссёр              | Сценарист                     | Дата показа в США | Зрители США (миллионы) |
| --- | -- | ------------------------------------------------------------- | --------------------- | ----------------------------- | ----------------- | ---------------------- |
| 139 | 1  | «Truth or Consequences» «Правда или последствия»              | Деннис Смит           | Джесс Стерн                   | 22 сентября 2009  | 20,60                  |
| Тони сидит на стуле в маленьком помещении с окном под потолком, и террорист спрашивает его, кто он такой и что здесь делает. Тони ничего не намерен ему отвечать, и тогда террорист делает ему укол пентатала натрия, чтобы разговорить, а потом называет своё имя – Салим Улман. Тони говорит, что работает на морскую полицию и расследует преступления, связанные с армией и флотом. Он рассказывает о связанном с наркотиками деле, которое команда расследовали несколько месяцев назад, и говорит, что в их команде был агент Моссада. Салим хочет знать, где остальная часть команды, и что Тони делал в пустыне. Тони отвечает, что искал мести и что собирается убить его.                                                                                 |    |                                                               |                       |                               |                   |                        |
| 140 | 2  | «Reunion» «Воссоединение»                                     | Тони Уормби           | Стивен Байндер                | 29 сентября 2009  | 21,37                  |
| Девушка-стриптизерша в полицейской форме приходит по вызову в номер отеля и видит там троих мертвых мужчин. Наутро Тони и МакГи приезжают в офис, и по пути Тони говорит, что Зива не говорила с ним с момента возвращения. В офисе девушка, замещавшая Зиву, кладет перед Тони заявление об отставке, говоря, что больше не может с ними работать. В это время Зива приходит к Гиббсу, спускается в подвал и говорит с ним. Она признается, что чувствовала себя преданной, оставшись в Израиле, но позже поняла, что Гиббс сделал правильный выбор. Теперь она хочет вернуться назад, и Гиббс отвечает, что окончательное решение зависит от Леона Вэнса. |    |                                                               |                       |                               |                   |                        |
| 141 | 3  | «The Inside Man» «Информатор»                                 | Томас Дж. Райт        | Фрэнк Кардеа и Джордж Шенк    | 6 октября 2009    | 20,70                  |
| Мужчина сидит в машине с ноутбуком и пишет в блог статью о морской полиции. Взглянув на часы, он выходит из машины, подходит к краю моста и смотрит на рабочих внизу. Кто-то толкает его, мужчина падает и погибает, напоровшись на арматуру. Тем временем в штаб-квартире морской полиции МакГи готовится к прохождению теста на полиграфе. Тони спрашивает Гиббса, заваливал ли он когда-нибудь тест, а тот сообщает им о новом деле – убийстве блогера, писавшего о морской полиции – Мэтта Бернса. |    |                                                               |                       |                               |                   |                        |
| 142 | 4  | «Good Cop, Bad Cop» «Хороший полицейский, плохой полицейский» | Лесли Либман          | Дэвид Норт и Джесс Стерн      | 13 октября 2009   | 21,04                  |
| Двое рыбаков ловят креветок и вместе с уловом поднимают на борт мешок с останками и жетоном. В это время в офисе Тони сидит и изображает тиканье часов, нарочно мешая МакГи закончить с отчётом. Зива пока еще ждет утверждения, и МакГи говорит ей, что Гиббс получил дело, найденное у берегов Танзании. В это время Гиббс и Вэнс говорят с Данэмом, который сообщает, что найденного рыбаками человека звали Дэниэл Крайер, и он был морпехом. |    |                                                               |                       |                               |                   |                        |
| 143 | 5  | «Code of Conduct» «Кодекс поведения»                          | Терренс О’Хара        | Рид Штайнер и Кристофер Уэйлд | 20 октября 2009   | 21,25                  |
| В ночь перед Хэллоуином трое подростков записывают себя на видеокамеру и случайно замечают соседскую машину, салон которой заполнен дымом. Подойдя ближе, они открывают дверцу, и мертвый хозяин машины выпадает из неё. На следующий день Гиббс сообщает команде о их новом деле – Джеймс Корби был найден мертвым возле своего дома. Он только что вернулся из Афганистана, и Зива подозревает, что Корби покончил с собой. |    |                                                               |                       |                               |                   |                        |
| 144 | 6  | «Outlaws and In-Laws» «Вне закона и по закону»                | Тони Уормби           | Джесс Стерн                   | 3 ноября 2009     | 20,18                  |
| Вблизи от мексиканской границы обнаруживают небольшую дрейфующую лодку, на которой оказываются два трупа. Утром Тони и МакГи приходят в офис и видят, как Зива спит на столе. Тони берет фломастер, чтобы нарисовать что-нибудь на её лице, и Зива угрожает убить его, если Тони до неё дотронется. Она говорит, что ночевала в офисе, а Гиббс и Даки улетели вчера вечером в Мексику. Когда Зива рассказывает, что собирается стать гражданкой США, Тони называет себя американской мечтой. |    |                                                               |                       |                               |                   |                        |
| 145 | 7  | «Endgame» «Эндшпиль»                                          | Джеймс Уитмор-младший | Гэри Глэсберг                 | 10 ноября 2009    | 20,96                  |
| Два отряда солдат бегут через лес и замечают брошенный автомобиль. Подойдя ближе, они обнаруживают ключи в замке зажигания и тело водителя, лежащее в кустах. Тони крадет со стола МакГи диски и говорит Зиве, что это диск самопомощи под названием "Скачай свою судьбу", который МакГи недавно заказал. Следом появляется Гиббс и говорит, что в лесу только что было обнаружено тело. В это время МакГи покупает кофе в забегаловке, и там с ним заговаривает девушка по имени Аманда. Она помогает ему собрать кофе и булочки, а потом оставляет ему свой номер телефона. |    |                                                               |                       |                               |                   |                        |
| 146 | 8  | «Power Down» «Отключение»                                     | Томас Дж. Райт        | Стивен Байндер и Дэвид Норт   | 17 ноября 2009    | 20,34                  |
| Мужчина играет в онлайн-игру, и прежде чем он успевает добить противника, пропадает связь. В это время в здании интернет-провайдера происходит перестрелка охранников и мужчин в масках. Одного из охранников ранят, и ворвавшиеся в здание неизвестные отключают электричество. Наутро Тони приходит в офис и видит, что электричества нет, а Зива и МакГи застряли в лифте. Он переговаривается с ними через дорожный конус и нарочно дразнит их, предлагает спеть хором. Потом он говорит, что в здании электрической компании произошел взрыв, и в этот момент появляется Гиббс. |    |                                                               |                       |                               |                   |                        |
| 147 | 9  | «Child’s Play» «Детская игра»                                 | Уильям Уэбб           | Рид Штайнер                   | 24 ноября 2009    | 20,35                  |
| Двое мальчиков играют в догонялки на кукурузном поле и оказываются возле пугала. Один из них палкой сбрасывает с пугала шляпу, под ней оказывается лицо покойника, и напуганные мальчики убегают. Зива видит, как МакГи поднимается в офис по ступенькам, и спрашивает, почему он не поехал на лифте. Тот отвечает, что сбросил пятнадцать фунтов, и Тони снова дразнит его. Даки приглашает всех на день Благодарения, но Тони говорит, что уже идет на чемпионат по покеру, Зива – к соседу, а МакГи решил навестить сестру. Затем появляется Гиббс, и агенты выезжают на кукурузное поле, где обнаруживают следы обуви возле тела. |    |                                                               |                       |                               |                   |                        |
| 148 | 10 | «Faith» «Вера»                                                | Арвин Браун           | Гэри Глэсберг                 | 15 декабря 2009   | 20,69                  |
| Парень и девушка срубают в лесу ёлку и тащат её по снегу. Возле одного из деревьев они видят тело мужчины с окровавленной головой. В это время в гости к Гиббсу приезжает его отец и говорит, что Рождество следует встречать с семьей. Вскоре агенты приезжают на место преступления, и замерзший по дороге Тони пытается выкупить у Зивы термобелье, на что та отвечает, что оно на него не налезет. Они устанавливают имя убитого – Томас Эллис, сын морпеха, ставшего впоследствии пастором. Даки говорит, что на Томасе не было обуви, и они раскапывают под снегом молитвенный коврик. |    |                                                               |                       |                               |                   |                        |
| 149 | 11 | «Ignition» «Возгорание»                                       | Деннис Смит           | Джесс Стерн                   | 5 января 2010     | 21,37                  |
| Двое парковых рейнджеров совершают обход территории, на которой недавно был пожар, и обнаруживают лежащее на земле обгоревшее тело мужчины. Один из рейнджеров переворачивает тело и видит, что оно обгорело только с одной стороны. В это время Зива читает новости в Интернете – она недовольна тем, что на странице полно рекламы. МакГи находит новость о полковнике Белле, которого выпустили из тюрьмы, и спрашивает Гиббса, как переслать ему эту новость – на компьютер, на телефон, или же распечатать и вручить лично. Когда агенты приезжают в парк, где рейнджеры нашли тело, то МакГи говорит, что их жертва управляла прототипом ракетного ранца. |    |                                                               |                       |                               |                   |                        |
| 150 | 12 | «Flesh and Blood» «Плоть и кровь»                             | Арвин Браун           | Фрэнк Кардеа и Джордж Шенк    | 12 января 2010    | 20,85                  |
| Арабский принц Саиф сажает самолёт на взлетную полосу, где его дожидается другой араб, Валид. Когда Валид подходит к машине, мимо пролетает самолёт, и автомобиль неожиданно взрывается. В это время Тони ругается по телефону с сотрудниками банка, которые блокировали часть счётов. Он доказывает, что он – это Тони Диноззо-младший, а Тони Диноззо-старший – это его отец. Тони хочет снять деньги и поехать в круиз вместе со своими приятелями по университетскому братству. Зива спрашивает, почему Тони не позвонит отцу и не разберется с ситуацией, и в этот момент Гиббс объявляет, что у них появилось новое дело. |    |                                                               |                       |                               |                   |                        |
| 151 | 13 | «Jet Lag» «Задержка рейса»                                    | Тони Уормби           | Кристофер Уэйлд               | 26 января 2010    | 20,22                  |
| Женщина приходит убирать квартиру, открывает дверь, идет в ванную, и оттуда на неё прыгает кошка. Та отбрасывает шторку и видит в ванне тело хозяина квартиры, засыпанное наполнителем для кошачьего туалета. Вэнс спрашивает МакГи, где Тони и Зива, которые до сих пор еще не вернулись из Парижа, куда их отправили встретить и доставить в Вашингтон свидетельницу. МакГи звонит Зиве, которая в это время сидит в уличном кафе, и та отвечает, что они сядут на первый же рейс, когда Тони закончит фотографировать окрестности. Вскоре появляется Тони на мопеде, и они едут в аэропорт. |    |                                                               |                       |                               |                   |                        |
| 152 | 14 | «Masquerade» «Маскарад»                                       | Джеймс Уитмор-младший | Стивен Байндер                | 2 февраля 2010    | 19,23                  |
| Двое приятелей приходят в бар, и один из парней говорит приятелю, что не силен в знакомствах с девушками. Сидящая за барной стойкой девушка представляется как Линн, парень отвечает, что его зовут Альфонсо, и видит по телевизору полицейскую погоню. Он узнает машину своего брата, и в этот момент тот звонит ему и говорит бежать, а в следующий миг машина взрывается. Тони и Зива приходят в офис и видят стоящего перед компьютером МакГи. На нем смокинг, и МакГи говорит, что присутствует на онлайн-свадьбе, которая происходит в Испании. Появляется Гиббс и говорит, что у них дело. МакГи просит пару минут, чтобы дождаться конца церемонии, и они едут к взорванной машине.                                                                         |    |                                                               |                       |                               |                   |                        |
| 153 | 15 | «Jack-Knife» «Складной нож»                                   | Деннис Смит           | Джесс Стерн                   | 9 февраля 2010    | 19,75                  |
| Дэймон Уэрт приходит в себя на помойке и видит лежащего рядом Хэзертона. Дэймон зовет его, и когда тот не отвечает, Дэймон поворачивает тело и в ужасе видит, что горло Хэзертона перерезано. МакГи привозит Гиббса домой, замечает, что в холодильнике пусто, и остался только рыбий корм. Он уходит, Гиббс берет лежащий на столе пистолет, и Дэймон появляется в гостиной. Он говорит, что ему нужна помощь – он больше не употребляет наркотики, и сегодняшним вечером оказался на помойке рядом с телом Хэзертона, которому перерезали горло. Они с Хэзертоном пошли выпить, и Дэймон не помнит, что было дальше. |    |                                                               |                       |                               |                   |                        |
| 154 | 16 | «Mother’s Day» «День матери»                                  | Тони Уормби           | Гэри Глэсберг и Рид Штайнер   | 2 марта 2010      | 19,62                  |
| Молодая пара гуляет ночью с ребёнком и слышит выстрелы. Парень видит лежащее на земле тело мужчины в военной форме и женщину рядом с ним. Наутро Тони приходит на работу и говорит о предстоящем фестивале фильмов Куросавы, на который он собирается пойти. Зива читает Декларацию Независимости, а МакГи рассказывает, что подключил все в своем доме к одному пульту управления. Появляется Гиббс, и команда едет на место убийства. Детектив МакКадден сообщает им, что невеста жертвы стала свидетелем убийства. |    |                                                               |                       |                               |                   |                        |
| 155 | 17 | «Double Identity» «Двойная личность»                          | Марк Горовиц          | Фрэнк Кардеа и Джордж Шенк    | 9 марта 2010      | 19,58                  |
| Рейнджер приезжает на машине в лес, ссорится по телефону с женой, потом вытаскивает из пакета бургер, и только собирается его съесть, как слышит стрельбу. Он выбирается из машины, прячется за ней и видит, как из леса выходит мужчина с раной в животе и падает на землю. В офисе Зива и МакГи наблюдают за Тони, который развешивает на лампе мокрый носок. Он наступил в лужу и пришел на работу с мокрой ногой. В офис входит Даки, спрашивает, где Гиббс, и кладет на его стол какую-то бумагу. Зива говорит МакГи и Тони, что Даки носит обычный галстук, а не бабочку. Следом появляется Гиббс, кидает Тони белые носки, и они едут в лес, где было обнаружен Джон Мейн.                                                                                   |    |                                                               |                       |                               |                   |                        |
| 156 | 18 | «Jurisdiction» «Юрисдикция»                                   | Терренс О’Хара        | Ли Дэвид Злотофф              | 16 марта 2010     | 18,00                  |
| Отряд военных бежит по берегу моря, и один из них замечает труп в песке. Сержант подходит, смотрит и видит, что покойник был ныряльщиком. В офисе Тони ищет ключи от машины и никак не может найти. Он даже думает, что выкинул их с коробкой из-под пиццы, и ключи могли оказаться на помойке. Появляется Гиббс и говорит, что на пляже было найдено тело мертвого ныряльщика, а потом показывает ключи, которые нашел на полу в лифте. Он бросает их на пол, и Тони с Зивой и МакГи падают следом, чтобы схватить ключи. |    |                                                               |                       |                               |                   |                        |
| 157 | 19 | «Guilty Pleasure» «Запретный плод»                            | Джеймс Уитмор-младший | Рид Штайнер и Кристофер Уэйлд | 6 апреля 2010     | 16,45                  |
| Мужчина, шатаясь, выходит на дорогу и оказывается перед капотом машины, на которой едут подростки. Он падает на капот, девушка думает, будто сбила его, но парень видит на спине мужчины ножевые раны и кричит ей звонить в 911. Тони приходит в офис и видит, как МакГи снимает посыпку с пончика и дует на кофе. Он начинает задирать его и говорит, что вчера они должны были встретиться в баре возле музея. Зива спрашивает, не свидание ли у них, и Тони отвечает, что МакГи нужен был ему для того, чтобы познакомиться с девушкой из музея. МакГи отвечает, что встреча должна была быть только завтра, звонит Тони и говорит, что никакой встречи не будет. Зива называет их спор кризисом семи лет, затем появляется Гиббс, и они едут на место убийства. |    |                                                               |                       |                               |                   |                        |
| 158 | 20 | «Moonlighting» «Подработка»                                   | Томас Дж. Райт        | Стивен Байндер и Джесс Стерн  | 27 апреля 2010    | 16,29                  |
| Мужчина с плеером бежит по пирсу и слышит чьи-то крики о помощи. Он заглядывает в дверь постройки, и в этот момент в него дважды стреляют. Утром Тони и МакГи приходят на работу и по пути говорят о компьютерной игре, в которой МакГи убил тысячу противников. Тони считает, что это ужасно, и советует МакГи общаться с живыми людьми. Они видят, как Палмер показывает Зиве фотографии себя и своей девушки – он сделал на спине татуировку хной и говорит, что не готов пока сделать настоящую. Следом появляется Гиббс, и команда едет на пирс, где было выброшено тело Скотта Робака. |    |                                                               |                       |                               |                   |                        |
| 159 | 21 | «Obsession» «Одержимость»                                     | Тони Уормби           | Фрэнк Кардеа и Джордж Шенк    | 4 мая 2010        | 15,10                  |
| Серебристый автомобиль едва не врезается в карету скорой помощи, из которой только что выкатили пациента. Врачи подбегают к машине и видят внутри труп мужчины. Зива приходит в офис, и МакГи говорит ей о страничке барменши Бренды Биттнер, которая встречается с Тони. Когда появляется сам Тони, Зива и МакГи требуют объяснений, и Тони заявляет, что провел с Брендой только одну ночь, а та уже сообщила об этом всем своим онлайн-друзьям. Следом приходит Гиббс, и агенты едут к больнице, где в машине было найдено тело Джеффри Хаттона. |    |                                                               |                       |                               |                   |                        |
| 160 | 22 | «Borderland» «Граница»                                        | Терренс О’Хара        | Стивен Байндер                | 11 мая 2010       | 17,23                  |
| На автосвалке дед и внук подходят к прессу, и дед предлагает мальчику, у которого день рождения, выбрать старую машину и самому расплющить её. Мальчик выбирает одну, которая стоит под прессом, и когда дед передает ему пуль управления, из сдавливаемой машины начинает течь кровь. Зива приходит в офис, повторяя конституцию, а Тони в это время сидит за компьютером и знакомится с девушками через интернет-чат, но те постоянно игнорируют его. Тони надевает смешной бутафорский нос, но в этот момент появляется Гиббс, и команда едет на место преступления. Там Гиббс расспрашивает деда и дарит мальчику свою бейсболку, а Даки с Палмером осматривают тело.                                                                                           |    |                                                               |                       |                               |                   |                        |
| 161 | 23 | «Patriot Down» «Гибель патриота»                              | Деннис Смит           | Гэри Глэсберг                 | 18 мая 2010       | 15,57                  |
| Гиббс скачет на лошади по берегу моря, видит лежащий на песке обезглавленный труп и останавливается. Когда он подходит к трупу, кто-то приставляет к его спине пистолет. Четырьмя днями ранее Зива приходит в офис, где Тони смотрит телевизор, а МакГи сидит за компьютером. Она говорит, что близится её экзамен и предлагает МакГи спросить её о чем-нибудь. Тот задает вопрос про первую поправку, Зива отвечает, и в офис приходит Гиббс. Он говорит им, что в Аннаполисе на берегу было обнаружено сожженное тело, но перед тем, как они выезжают, появляется директор Вэнс. Леон говорит Гиббсу, что все внимание прессы сейчас переключилось на празднество по случаю выпускного в академии, и они должны провести расследование как можно тише.            |    |                                                               |                       |                               |                   |                        |
| 162 | 24 | «Rule Fifty-One» «Правило пятьдесят один»                     | Деннис Смит           | Джесс Стерн                   | 25 мая 2010       | 16,30                  |
| Гиббс приходит в себя во дворе особняка Паломы Рейносы. Та сидит перед ним и спрашивает, знает ли Гиббс, кто она такая. Их окружают вооруженные мужчины, Палома задает Гиббсу несколько вопросов и советует осторожнее обращаться со словами, так как от них будет зависеть жизнь людей. Тем временем в офисе Зива сообщает остальным, что сдала экзамен и станет гражданкой США, и приглашает всех присутствовать на церемонии. Появляется Вэнс и говорит МакГи пойти вместе с ним, и Вэнс спрашивает МакГи о их с Эбби поездке в Мексику. Он хочет, чтобы информация не пошла дальше этого кабинета, и в особенности не попалась Эллисон Харт, которая является сотрудником компании полковника Белла.                                                            |    |                                                               |                       |                               |                   |                        |